# Palmwag
Palmwag è una riserva naturale privata della Namibia, situata nella regione del Kunene, nel Damaraland nordoccidentale, a metà strada fra Swakopmund e il parco nazionale d'Etosha. Ha un'estensione complessiva di 400.000 ettari. Nell'area sono presenti fra l'altro leopardi, leoni, ghepardi, iene brune e iene maculate, orici, zebre di montagna, giraffe, springbok, kudu, elefanti del deserto. Nella riserva si trova anche la più grande popolazione di rinoceronti neri dell'Africa; questi animali sono studiati e curati da un'organizzazione locale chiamata Save the Rhino Trust.
Le principali strutture ricettive della riserva Palmwag sono il Palmwag lodge, situato ai bordi della riserva, e il Palmwag rhino camp, un campo tendato mobile gestito da Save the Rhino Trust e particolarmente orientato all'osservazione di rinoceronti.